# Carlo Bellosio
Carlo Bellosio, né le 21 octobre 1801 à Milan et décédé le 15 septembre 1849  à Bellagio est un peintre italien.

## Biographie
Carlo de Notaris est l'un de ses élèves.